# Дестилациони балон
Дестилациони балон је врста лабораторијске боце која се користи при дестилацији. Од других балона се разликује по недостатку шлифа на врху и дужем грлу, што омогућава равномерно загревање при дестилацији. Производи се у различитим дебљинама, а запремина је обично 1 литар. Обично се производе од боросиликатног стакла које је издржљивије.

## Примена
Најпознатија примена дестилационог балона је код одређивања садржаја азота у органским супстанцама по Кјелдаловој методи.